# Boisseuil
Boisseuil település Franciaországban, Haute-Vienne megyében. Lakosainak száma 2997 fő (2022. január 1.). Boisseuil Feytiat, Eyjeaux, Saint-Hilaire-Bonneval, Saint-Jean-Ligoure és Le Vigen községekkel határos.

## Népesség
A település népességének változása:
| Lakosok száma | 2822 | 2865 | 2975 | 2928 | 2927 | 2926 | 2925 | 2994 | 2997 |
|               | 2013 | 2015 | 2016 | 2017 | 2018 | 2019 | 2020 | 2021 | 2022 |